# Highland Heights (Kentucky)
Highland Heights è un comune degli Stati Uniti d'America, situato nello Stato del Kentucky, nella contea di Campbell.